# توم فورستر
توم فورستر (بالإنجليزية: Tom Forrester)‏ (1 يونيو 1864 في المملكة المتحدة - ) هو لاعب كرة قدم بريطاني (وحمل سابقاً جنسية المملكة المتحدة لبريطانيا العظمى وأيرلندا) في مركز الهجوم. لعب مع ستوك سيتي ومانشستر سيتي.